# Psi Leonis
Désignations
Psi Leonis (en abrégé ψ Leo) est une étoile géante de cinquième magnitude de la constellation zodiacale du Lion. Elle est située à l'ouest-nord-ouest de Régulus, proche de l'écliptique, et il lui arrive d'être occultée par la Lune. D'après la mesure de sa parallaxe annuelle par le satellite Gaia, l'étoile est distante d'environ ∼ 610 a.l. (∼ 187 pc) de la Terre. Elle s'en éloigne à une vitesse radiale héliocentrique de +11 km/s. À cette distance, sa magnitude visuelle est diminuée de 0,03 en raison de l'extinction créée par la poussière interstellaire.
Psi Leonis est une étoile géante rouge évoluée de type spectral M2 IIIab, actuellement située sur la branche asymptotique des géantes (AGB) du diagramme de Hertzsprung-Russell. Elle est plus de 900 fois plus lumineuse que le Soleil et sa température de surface est de 3 756 K. C'est une étoile variable irrégulière à longue période de type LB, dont la magnitude apparente varie entre 5,35 et 5,39 sans période définissable.
Psi Leonis possède un compagnon visuel, qui est une étoile de magnitude 11,63 située à une distance angulaire de 281,3 secondes d'arc et à un angle de position de 139° en 2010. Il apparaît être un compagnon purement optique, qui n'est pas lié physiquement à l'étoile.